# Spotlight-Metapher
Die Spotlight-Metapher der kognitiven Psychologie bezeichnet den Sachverhalt, dass wir unsere Aufmerksamkeit gleichsam wie einen Scheinwerfer (Spotlight) umherbewegen und auf verschiedene Ausschnitte des Reizangebotes fokussieren können. So können wir zum Beispiel unser bewusstes Hören auf nahe oder ferne Geräusche richten oder auch komplett ausblenden (obwohl all diese Geräusche ständig vorhanden sind). Bei einer Weinprobe wird mehr Geruchs- und Geschmacksaufmerksamkeit auf den Schluck Wein gerichtet als bei einem Betriebsfest. Auch wenn der Wein und die ihn trinken dieselben sind, ist die Geschmackswahrnehmung doch verschieden.
Auch die visuelle Aufmerksamkeit lässt sich eng oder weit stellen, die Größe des „Lichtkegels“ kann um mehrere Sehwinkelgrad variieren. Je größer jedoch der Durchmesser des Spotlights, desto schlechter die kognitive Verarbeitung aller Teile des visuellen Feldes. Eine Verengung des Spotlights maximiert die Verarbeitungsmöglichkeiten. Im Zentrum des Spotlights ist die Aufmerksamkeit am höchsten, auch wenn sich das gesamte Spotlight im fovealen Bereich des visuellen Feldes, das heißt dem Bereich des schärfsten Sehens befindet.